# 水社姬春蟬
水社姬春蟬（学名：Euterpnosia suishana）为蟬科姬春蟬屬下的一个种，成蟲於每年3至5月出沒，分布於臺灣南投日月潭、水社、蓮花池等一帶，棲息於喬木，公蟬蟬背瓣、尾節小，體長約26（1.0英寸），母蟬腹部尾節膨大，體長約20（0.79英寸），體型瘦長，體色偏橄欖綠、淡棕或黑色，全身金色鱗毛，與同屬不同的特徵為腹部膨大、第8腹節為黑色且不具白粉，臺灣特有種。